# カメラータ
カメラータまたはカメラータ・デ・バルディ （Camerata de' Bardi）とは、16世紀後半のフィレンツェの人文主義者や音楽家、詩人、その他の知識人が、ジョヴァンニ・デ・バルディ伯爵の邸宅に集って結成した音楽サークルの名称を指す。この参加者の議論によって、「古代ギリシャ音楽」の復興、ひいてはオペラの創出が目論まれた。主に1570年代から1580年代にかけてカメラータの集会がもたれ、フィレンツェ中のあらゆる著名人が常客として招かれたことで有名であった。バルディ以外の主要な同人は、ジュリオ・カッチーニ、ピエトロ・ストロッツィ、（ガリレオ・ガリレイの父）ヴィンチェンツォ・ガリレイである。
カメラータの人々がこぞって信じていたのは、「当節の音楽は堕落しており、形式や様式において古代ギリシャの音楽に戻るならば、芸術音楽は改善されよう。そしてそれによって社会も改善されるに違いない」というものだった。カメラータの同人は、イタリアの歴史家で当時の古代ギリシャ研究の第一人者ジローラモ・メーイに感化されていた。メーイの主張の中でも、とりわけ、古代ギリシャの演劇は、話すというよりもっぱら歌うような性格のものだった、とする説がカメラータに影響した。メーイは誤っていたかもしれないのだが、古代の音楽の方法論を発見しようという点で、結果的にほかに類を見ないような音楽活動が花開いたのである。
カメラータによるルネサンス音楽の批判は、歌われるテクストの聞き取りやすさと引き換えに、ポリフォニーが重用されているという点に集中した。矛盾するようだが、この批判は、少し前の直にトリエント公会議においてポリフォニーに向けられた批判と同じであるけれども、カメラータと教皇庁は、世界観が別々でなかったはずがない。カメラータの同人たちは、古代ギリシャの悲劇や喜劇の情緒的・倫理的な効用について、古い記録に興味をそそられ、新種の音楽を創り出すことを提案した。カメラータの人々は、古代ギリシャ演劇のせりふが、単純な器楽伴奏と単旋律によって歌われたと予想したのである。
1582年にヴィンチェンツォ・ガリレイは、ダンテの『煉獄篇』に基づくウゴリーノ・デッラ・ゲラルデスカ伯爵への哀歌に、自ら曲付けした音楽を上演した。その音楽は不幸にも現存しないが、ガリレイが「古代ギリシャ音楽の典型」と予想したものを真似ていたという。カッチーニもいくつかの自作歌曲を演奏したことが知られているが、それらは多かれ少なかれ、単純な和音伴奏の上に、旋律の美しい歌がかぶさるというものだった。
これら早期の実験から発展した音楽様式は、「モノディ」と呼ばれることになる。モノディは、1590年代に、作曲家ヤコポ・ペーリと詩人オッターヴィオ・リヌッチーニの協力を通じて発展し、大掛かりな劇的表現のできる道具となった。1598年にペーリとリヌッチーニは、モノディ様式による通作音楽劇《ダフネ》を共同制作する。これが「オペラ」と呼ばれる形式の誕生であった。なお、現存する最古のオペラ作品は、ペーリの《エウリディーチェ》である。
ほかの作曲家もすばやく後に続き、1600年代の新しい「楽劇」は幅広く作曲され、上演されて普及した。特筆すべきは、オペラという新たなジャンルも、「インテルメディオ（幕間劇）」と呼ばれた既存の田園詩の形式から借用されたということだ。新しかったのは、ひとえに音楽様式だったのである。
西洋音楽史上における幾多の革命のうちで、おそらく最も入念かつ計画的に行われた革命であったといってよい。20世紀より前に、理論が実践に先立つような音楽は数少なく、その一例がカメラータによる革命だった。
バルディとガリレイは、自らの考えを膨らませて著作を残した。バルディは、カッチーニへの長文の私信をもとに『Discorso』（1578年）を物し、ガリレイは『古代と現代の音楽 Dialogo della musica antica et della moderna』（1581年～1582年）を出版した。
日本のマイナー・レーベル「カメラータ・トウキョウ」は、このサークルから名を貰い受けている。